# لوکلان مورتون
لوکلان مورتون (انگلیسی: Lachlan Morton؛ زادهٔ ۲ ژانویهٔ ۱۹۹۲) دوچرخه‌سوار اهل استرالیا است.
از باشگاه‌هایی که در آن بازی کرده‌است می‌توان به تیم دایمنشن دیتا اشاره کرد.